# Jiří Havel
Jiří Havel (20. srpna 1957 Praha – 8. července 2012 Vídeň) byl český sociálně-demokratický politik, bývalý místopředseda vlády pro ekonomiku, v letech 2009 až 2012 poslanec Evropského parlamentu.

## Vzdělání a profesionální kariéra
V roce 1982 vystudoval Vysokou školu ekonomickou (VŠE) v Praze, kde následně působil na pozici odborného asistenta. V roce 1991 získal hodnost kandidáta věd a nastoupil na Institut ekonomických studií Fakulty sociálních věd Univerzity Karlovy. Zde se v roce 1997 habilitoval a získal hodnost docenta. Byl členem katedry financí.
Od roku 1993 byl členem orgánů řady firem (Česká spořitelna, Unipetrol, ČEZ). V letech 1999 až 2001 byl místopředsedou a předsedou výkonného výboru Fondu národního majetku (FNM).

## Politická kariéra a názory

### KSČ
Byl členem KSČ a koncem 80. let 20. století byl spoluautorem ekonomických skript, která obecně vešla ve známost tím, že se zde pozitivně vyjádřil o hospodářské politice J. V. Stalina. Podle informací serveru iDNES tehdy údajně učil i na VUML, mj. také Vlastimila Tlustého (pozdějšího poslance za ODS). Havel popřel, že by kdy učil na VUML.

### Nové levicové strany
Počátkem 90. let se účastnil pokusu o vytvoření politické strany Nezávislá levice. Později se angažoval v dalších levicových skupinách, jako byl Konvent demokratické levice za sjednocení české moderní levice. Od roku 1990 spolupracoval s odbornými komisemi ČSSD.

### ČSSD
V roce 1997 vstoupil do České strany sociálně demokratické (ČSSD).
Podílel se na tvorbě všech programů ČSSD v posledním desetiletí. Byl hlavním editorem Programu naděje pro krajské volby v roce 2008 a editorem programu pro volby do Evropského parlamentu v roce 2009.
Od ledna do září 2006 byl místopředsedou pro ekonomiku ve vládě Jiřího Paroubka. V roce 2006 neúspěšně kandidoval do senátu na Svitavsku. Do své smrti byl mluvčím stínové vlády ČSSD pro ekonomiku.

#### Evropský parlament
V prosinci 2008 byl zvolen lídrem kandidátky ČSSD pro volby do Evropského parlamentu, ve kterých byl v červnu 2009 zvolen poslancem Evropského parlamentu a stal se členem jeho rozpočtového výboru. Po jeho smrti jel nahradil Vojtěch Mynář.